# Rafael Navarro
Rafael Navarro Leal (Cabo Frio, 14 de abril de 2000) é um futebolista brasileiro que atua como centroavante. Atualmente joga pelo Colorado Rapids.

## Carreira

### Antecedentes
Nascido em Cabo Frio, Rio de Janeiro, Rafael Navarro começou sua carreira nas escolinhas da sua cidade-natal. Aos 12 anos, foi transferido para as categorias de base do Fluminense. Durante a sua passagem pelo Tricolor, Rafael Navarro também já passou pela Seleção Brasileira Sub-15 no ano de 2015.
Rafael Navarro chegou ao Atlético Goianiense em 2018 para integrar o time sub-20 e também fez parte da equipe que, naquele ano, disputou o Campeonato Brasileiro de Aspirantes. Em 2019, Rafael Navarro fez 17 jogos nas categorias de base do Atlético Goianiense e marcou 18 gols, chegando a ser cotado para ser aproveitado no time profissional, mas não teve oportunidades no elenco que conquistou o acesso para a Série A de 2020.
Sem espaço no Atlético Goianiense, foi contratado pelo Botafogo, mas com o Atlético Goianiense mantendo 50% dos seus direitos econômicos. Nas categorias de base, se destacou nas competições de base marcando oito gols em 28 partidas na categoria sub-20.

### Botafogo

#### 2020
Sua estreia profissional aconteceu em 18 de janeiro de 2020, entrando como substituto em uma derrota fora de casa para o Volta Redonda por 1 a 0, pelo Campeonato Carioca de 2020. Inicialmente, Rafael Navarro começou o ano na equipe profissional do Botafogo, mas foi para a equipe sub-20 com o término do Campeonato Carioca, aonde fez 28 jogos e marcou 8 gols.
Após o fim do calendário da categoria sub-20 da equipe em 2020, Rafael Navarro voltou a ser relacionado na equipe profissional do Botafogo. Sua reestreia na equipe profissional aconteceu em 24 de janeiro de 2021, entrando como substituto de José Welison em uma derrota no Clássico Vovô fora de casa por 2 a 0 para o Fluminense, pela Série A de 2020. Seu primeiro gol como jogador profissional aconteceu em 2 de fevereiro, em um empate fora de casa por 1 a 1 com o Palmeiras.
Na temporada de 2020 pelo Botafogo, apesar do rebaixamento na Série A de 2020, fez 15 partidas e marcou 2 gols.

#### 2021
Seu primeiro jogo na temporada aconteceu em 3 de março, entrando como substituto de Matheus Babi em um empate em casa por 0 a 0 com o Boavista, pelo Campeonato Carioca de 2021. Seu primeiro gol na temporada aconteceu em 10 de abril, em um empate fora de casa por 2 a 2 com o Volta Redonda. Ficou conhecido também por ter marcado o gol da virada em uma vitória em casa por 2 a 1 sobre o Operário Ferroviário, que levou o Botafogo ser promovido para a Série A de 2022.
Rafael Navarro terminou o ano como artilheiro do Botafogo na temporada, foi o jogador da Série B de 2021 com mais participações diretas em gols. Na terceira posição da artilharia do campeonato, Rafael Navarro fez 15 gols e deu nove assistências, somando 24 ações que resultaram em gols em 37 jogos. No total, fez 48 partidas e marcou 16 gols.

### Palmeiras
Após uma boa temporada no Botafogo em 2021, Rafael Navarro chamou a atenção de diversos clubes do Brasil e do mundo. O Minnesota United, dos Estados Unidos, tentou contratá-lo, mas o jogador preferiu recusar a oferta. Em 16 de dezembro, após optar em não renovar seu contrato com o Botafogo, o Palmeiras encaminhou a sua contratação.

### Colorado Rapids
Em 7 de julho de 2023, o Palmeiras fechou o empréstimo de Navarro ao Colorado Rapids, dos Estados Unidos, até 30 de junho de 2024. Após o fim do empréstimo, o clube estadunidense exerceu seu direito de compra e assinou um contrato definitivo de três anos e meio com o atacante.

## Estatísticas
Atualizado até 4 de abril de 2023.

### Clubes
| Equipe              | Temporada         | Campeonato nacional | Campeonato nacional | Campeonato nacional | Copa nacional[a] | Copa nacional[a] | Copa nacional[a] | Competições continentais[b] | Competições continentais[b] | Competições continentais[b] | Outros torneios[c] | Outros torneios[c] | Outros torneios[c] | Total | Total | Total   |
| Equipe              | Temporada         | Jogos               | Gols                | Assist.             | Jogos            | Gols             | Assist.          | Jogos                       | Gols                        | Assist.                     | Jogos              | Gols               | Assist.            | Jogos | Gols  | Assist. |
| ------------------- | ----------------- | ------------------- | ------------------- | ------------------- | ---------------- | ---------------- | ---------------- | --------------------------- | --------------------------- | --------------------------- | ------------------ | ------------------ | ------------------ | ----- | ----- | ------- |
| Atlético Goianiense | 2019              | 0                   | 0                   | 0                   | —                | —                | —                | —                           | —                           | —                           | —                  | —                  | —                  | 0     | 0     | 0       |
| Atlético Goianiense | Total             | 0                   | 0                   | 0                   | 0                | 0                | 0                | 0                           | 0                           | 0                           | 0                  | 0                  | 0                  | 0     | 0     | 0       |
| Botafogo            | 2020              | 7                   | 2                   | 0                   | 1                | 0                | 0                | —                           | —                           | —                           | 7                  | 0                  | 0                  | 15    | 2     | 0       |
| Botafogo            | 2021              | 37                  | 15                  | 9                   | 0                | 0                | 0                | —                           | —                           | —                           | 11                 | 1                  | 1                  | 48    | 16    | 10      |
| Botafogo            | Total             | 44                  | 17                  | 9                   | 1                | 0                | 0                | 0                           | 0                           | 0                           | 18                 | 1                  | 1                  | 63    | 18    | 10      |
| Palmeiras           | 2022              | 23                  | 0                   | 1                   | 3                | 0                | 1                | 11                          | 7                           | 2                           | 10                 | 0                  | 0                  | 47    | 7     | 4       |
| Palmeiras           | 2023              | 0                   | 0                   | 0                   | 0                | 0                | 0                | 0                           | 0                           | 0                           | 8                  | 1                  | 0                  | 8     | 1     | 0       |
| Palmeiras           | Total             | 23                  | 0                   | 1                   | 3                | 0                | 1                | 11                          | 7                           | 2                           | 18                 | 1                  | 0                  | 55    | 8     | 4       |
| Total na carreira   | Total na carreira | 67                  | 17                  | 10                  | 4                | 0                | 1                | 11                          | 7                           | 2                           | 36                 | 2                  | 1                  | 118   | 26    | 14      |

- a. ^ Jogos da Copa do Brasil
- b. ^ Jogos da Recopa Sul-Americana e da Copa Libertadores da América
- c. ^ Jogos do Campeonato Carioca, Campeonato Paulista, da Copa do Mundo de Clubes da FIFA e da Supercopa do Brasil

## Títulos
Botafogo
- Campeonato Brasileiro - Série B: 2021

Palmeiras
- Recopa Sul-Americana: 2022
- Campeonato Paulista: 2022 e 2023
- Campeonato Brasileiro: 2022 e 2023
- Supercopa do Brasil: 2023[44]